# Monastère Zeghie Azwa Mariam
Le monastère Azwa Mariam, fondé au XIVe siècle, est un des six monastères ou églises de la presqu'île de Zéghié sur le Lac Tana.
La presqu'île, accessible toute l'année en bateau, est reliée, à la saison sèche, à la rive sud du lac. 
La presqu'île est couverte d'une forêt "sacrée" et, jusqu'à la réforme agraire de 1975, elle était gérée suivant les règles et coutumes édictées par l'Église éthiopienne.